# Synagogenbezirk Rheinberg
Der Synagogenbezirk Rheinberg mit Sitz in Rheinberg, heute eine Stadt im Kreis Wesel in Nordrhein-Westfalen, war ein Synagogenbezirk, der nach dem Preußischen Judengesetz von 1847 geschaffen wurde. 
Dem 1854 gebildeten Synagogenbezirk gehörten auch die Juden in Alpen, Baerl, Budberg, Büderich, Emmerich, Hoerstgen, Homberg, Kamp, Kapellen, Moers, Neukirchen, Orsoy, Repelen, Schaephuysen, Vierquartieren und Vluyn an. 